# 玫瑰魮脂鯉
玫瑰魮脂鯉，為輻鰭魚綱脂鯉目脂鯉科的其中一個種。

## 分布
本魚分布於南美洲蓋亞那與蘇利南的河流中。

## 特徵
本魚體基色為紅色，魚體透明，內部器官可清晰看見，體側不深，側面無斑點。背鰭有紅色斑點和黑色條紋。雄魚的背鰭則為鐮刀狀，發育良好，向後延伸過脂鰭。腹鰭和臀鰭呈紅色，頂端是白色，兩葉尾鰭上都有紅色並帶白邊。體長約3.4公分。

## 生態
本魚棲息在溪流和湖泊中，性情溫和，屬雜食性。

## 經濟利用
為觀賞性魚類。